# Velký čínský hladomor
Velký čínský hladomor proběhl v Čínské lidové republice mezi lety 1959 a 1961. Byl zapříčiněn politikou Velkého skoku vpřed komunistického vůdce Mao Ce-tunga, respektive kombinací sociálního útlaku, špatného ekonomického řízení, radikálních změn v zemědělství a přírodních katastrof. Oficiální čínské odhady mluví o 15 milionech mrtvých, západní historikové hovoří až o 45 milionech umořených hladem. O hladomoru se v Číně dlouho nesmělo přímo mluvit, ještě v 70. letech se užíval termín „tři roky přírodních neštěstí“, později termín „tři roky obtíží“. V současnosti se v Číně obvykle mluví o „třech letech hladu“.

## Příčiny

Malé pece vznikaly všude, kde to šlo. Končily v nich i kovové nástroje zemědělců.

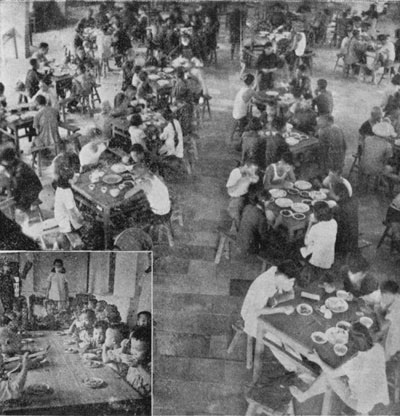
Velké kolektivní jídelny, kde se zpočátku za jídlo neplatilo.

Analýzy indického nositele Nobelovy ceny za ekonomii Amartyi Sena tvrdí, že celková produkce obilí a potravin byla v období 1957–1961 dostatečná, a že hladomor byl způsoben nadměrnými povinnými odvody pro zemědělce a špatnou distribucí v rámci země. Sen dokazuje, že na rozdíl od většiny ostatních hladomorů došlo k překvapivě vysokému počtu úmrtí v místech, kde se paradoxně produkovalo více potravin na obyvatele než jinde v zemi. Nepružnost v centrálně plánovaném systému zásobování potravinami zapříčinila podle Sena nejméně polovinu úmrtí během hladomoru. I Ralph Thaxton uvádí, že „Produkce potravin obecně nepadla, ale došlo ke ztrátě dostupnosti potravin zapříčiněné maoistickým plným přivlastněním všeho státem“ Historik Jang Jišeng popsal situaci takto: „V Sin-jangu lidé hladověli u dveří skladů plného obilí. Když umírali, křičeli: ‚Předsedo Mao, zachraň nás!‘. Pokud byly otevřeny sýpky, jako v Che-nanu a Che-peji, nikdo nezemřel. Umíralo se tam, kde jediným zájmem úředníků bylo, jak naplnit kvóty pro odvod obilí požadovaný státem“.
Strana začala vyvážet nadměrné množství obilí z postižených oblastí v roce 1957, přestože produkce obilí v celé Číně v letech 1957–1961 klesala. Existují i dohady, že státní úředníci odhady počtu sklizeného obilí nadsazovali, aby se vyhnuli postihům za nesplnění úkolů. V oblastech, jako je provincie S'-čchuan, se sklizeň v letech 1958–1961 prokazatelně snížila, ale oficiální čísla stále rostla. Peking v roce 1960 věřil, že státní sýpky obsahují 50 miliard jinů obilí, ve skutečnosti v nich však bylo 12,7 miliard jinů. Za zveličováním výnosů stály také propagandistické úderky, jež fungovaly v rámci akcí Tři rudé prapory a Hnutí socialistického vzdělávání. Aktivisté z těchto hnutí jezdili po celé Číně a fanatizovali davy a odpovědné pracovníky. Někteří tím ztratili jakoukoli schopnost racionální analýzy, jiní byli zastrašení a další to chápali tak, že nadhodnocování výnosů je požadováno. Byly to také tyto úderky, které rozšiřovaly konspirační teorii, že „rolníci předstírají hlad, aby sabotovali státní výkup obilí“. Mnozí úředníci těmto šíleným konstrukcím uvěřili. Tato paranoidní atmosféra byla připravena již předchozími kampaněmi (viz Kampaň proti pravičákům), které právě rolníky často označovaly za konzervativní pravičáky a zpátečníky. Rolníci se pak báli otevřeně mluvit o problémech v družstvech a s dodávkami. Někteří úředníci se možná i domnívali, že „utažení šroubu rolníkům“, a to i za pomoci hladu, je žádaná státní politika. Je rovněž patrné, že nejvíce obětí hladomoru bylo v provinciích, kde místní vlády byly nejvíce maoistické a navázané na ústředí spíše než na lokální poměry.
Další z příčin katastrofy byla vládní kampaň za urychlené zvýšení výroby železa a oceli. Miliony rolníků byly povolány do měst a zaměstnány v železárnách a ocelárnách. V rámci propagandistických kampaní mnozí zemědělci roztavili kovové části zemědělských nástrojů v malých pecích, které strana přikázala všude zakládat. Schopnost obdělávat pole se tak prudce snížila.
Během Velkého skoku vpřed bylo zemědělství organizováno do komun a pěstování na soukromých pozemcích bylo zakázáno. Spolu se socialistickou kolektivizací vyhlásila ústřední vláda několik změn v zemědělských technikách, které vycházely z myšlenek sovětského pseudovědce Trofima Lysenka. Jednou z těchto myšlenek bylo zvýšení hustoty výsadby. Nahuštění sazenic bylo nejprve ztrojnásobeno a poté ještě zdvojnásobeno. Lysenko tvrdil, že rostliny stejného druhu si mezi sebou nekonkurují. Ve skutečnosti však tento experiment vedl k nižším výnosům.
Další experiment, známý jako „hluboká orba“, byl založen na nápadech Lysenkova kolegy Terentije Malceva, který povzbuzoval rolníky po celé Číně, aby zavrhli normální hloubku orby 15–20 centimetrů a místo toho orali do hloubky 1 až 2 metry. Teorie hluboké orby říkala, že nejúrodnější půda je hluboko v zemi a že hluboká orba povede k silnému růstu kořenů rostlin. Ve skutečnosti se však touto extrémně hlubokou orbou do svrchních vrstev půdy dostaly horniny a písek a sazenice v takové půdě naopak zakrněly. Jsou též doloženy případy, že místní úředníci organizovali pro nejvyšší stranické představitele, včetně Mao Ce-tunga, prohlídky „Potěmkinovských vesnic“, tedy pečlivě připravených polí, kde měly nové metody přinášet zázračné výnosy. Tato situace všeprostupující lži a sebeklamu zabránila úřadům na situaci včas reagovat, pravdivé údaje si nikdo netroufal uvádět.
Dalším z tragických experimentů byla Kampaň proti čtyřem škůdcům. Občané byli vyzváni, aby zahubili vrabce a jiné volně žijící ptáky, kteří jedli semena plodin a snižovali tak úrodu. Miliony čínských venkovanů střílely celé dny ptáky, nebo vytvářely hluk, aby si ptáci nemohli sednout a zemřeli vysílením. Výsledkem byla populační exploze hmyzu, který náhle neměl žádné přirozené nepřátele v ekosystému. Velká část hmyzu se přitom živila pěstovanými plodinami a poničila je.
Podle některých historiků komunistické vedení trpělo také iluzí o nadbytečné produkci potravin v Číně. Historik Jang Dali uvádí, že z této iluze vyplynuly tři hlavní důsledky: „Zaprvé to vedlo k přechodu z pěstování obilí na pěstování ekonomických plodin, jako je bavlna, cukrová třtina a řepa. Za druhé vznikla iluze přezaměstnanosti v zemědělství, což vedlo k odvádění velkého množství zemědělských dělníků do průmyslu. To následně ještě zvýšilo státní poptávku po obilí z venkova. Dalším důsledkem iluze nadprodukce obilí bylo zvýšení jeho vývozu do zahraničí, aby byly získány prostředky na nákup strojů v nově vznikajících továrnách. Za tuto politiku byl odpovědný zejména Čou En-laj.“
Za další z možných příčin je uváděno zakládání velkých kolektivních jídelen po celé zemi, které zpočátku dávaly jídlo zdarma, takže spotřebovaly velké množství potravin bez jakékoli regulace. Tento jev byl však v celém soukolí katastrofy patrně spíše druhotný.
Horší bylo, že všechny tyto škodlivé změny v zemědělství a struktuře hospodářství se časově shodovaly s nepříznivými povětrnostními podmínkami. V červenci 1959 například zaplavila východní Čínu Žlutá řeka. Podle Centra pro katastrofy povodeň přímo nebo následným hladem zabila asi 2 miliony lidí. Nicméně nizozemský historik Frank Dikötter tvrdí, že ani tyto povodně nebyly způsobeny neobvyklými výkyvy počasí, ale masivními a špatně naplánovanými zavlažovacími pracemi, které byly součástí Velkého skoku vpřed. Přišlo ovšem i sucho. V roce 1960 asi 60 % zemědělské půdy v severní Číně nepřijalo vůbec žádný déšť. To vedlo nevyhnutelně ke špatné úrodě. Ovšem již v roce 1959 byla sklizeň snížena o 15 %. V roce 1960 pak bylo sklizeno jen 70 % úrovně roku 1958. Podle Čínské statistické ročenky (1984) se produkce plodin snížila z 200 milionů tun v roce 1958 na 143,5 milionu tun v roce 1960. To však nebyl tak radikální pokles, aby vysvětlil tak masivní hladomor.

## Počet obětí
Vládní odhady dodnes hovoří o 15 milionech mrtvých. Ju Dehong, tajemník komunistické strany Sin-jangu v letech 1959 a 1960, uvedl, proč těmto oficiálním odhadům nevěří: „Šel jsem do jedné vesnice a viděl jsem 100 mrtvol. V další vesnici dalších 100 mrtvol. Nikdo jim nevěnoval pozornost. Lidé pak říkali, že mrtvá těla často snědli psi. To ovšem není pravda. Všechny psy v těch oblastech lidé už dávno snědli.“ Navíc, podobně jako při sovětském hladomoru na Ukrajině (Holodomor), bylo lékařům zakázáno uvádět „hladovění“ jako příčinu smrti na úmrtních listech. I v samotné Číně se stále více původní údaje přehodnocují. Li Čeng-rui, bývalý předseda čínského Národního statistického úřadu (Guójiā Tǒngjìjú), v roce 1998 uvedl odhad 22 milionů mrtvých. Odhady západních historiků jsou však stále ještě vyšší. Americká historička Patricia Buckley Ebreyová mluví o 20–40 milionech mrtvých. Americký demograf Ansley J. Coale o 27 milionech. Čínský novinář Jang Jišeng, který o hladomoru napsal knihu a v současnosti působí na Hongkongské univerzitě, uvádí odhad 36 milionů mrtvých. S nejvyšším číslem přišel nizozemský historik Frank Dikötter působící rovněž na Hongkongské univerzitě: 45 milionů. Jeho odhad je přitom založen na přístupu k teprve nedávno otevřeným lokálním archivům. Podle Diköttera však nešlo jen o hladovění, v rámci krize státní orgány ubily nebo umučily k smrti 2,5 milionu obětí. Šlo především o rolníky, kteří byli přistiženi při krádeži jídla. Často byli přitom – krom bití – nuceni z trestu například jíst výkaly. Řada obětí také padá na vrub kanibalismu. O jeho rozsahu si nelze udělat jasnější představu, podle mnohých zdrojů však byl „ve 20. století bezprecedentní“.
Populace v Číně však v inkriminovaných letech neklesla jen v důsledku umírání z hladu. Míra porodnosti klesla z 2,922 % (1958) na 2,086 % (1960) a míra úmrtnosti se zvýšila z 1,198 % (1958) na 2,543 % (1960), zatímco průměrná čísla za roky 1962–1965 jsou asi 4 % a 1 %. Čínský novinář Jang Jišeng dospěl k závěru, že v důsledku všeobecné apatie a frustrace se nenarodilo 40 milionů lidí, takže „celková ztráta populace Číny během Velkého hladomoru dosahuje 76 milionů“.